# Statuts Schaw
Les statuts Schaw, est le nom donné à deux document écrits du XVIe siècle, retrouvés en 1860 au château d'Eglinton, proche de Kilwinning. La première version est datée de 1598, une seconde de 1599. Ces documents édictent les règles et structures des corporations de maçons au Moyen Âge et à la Renaissance en Écosse. Ils font partie du corpus des textes fondateurs de la franc-maçonnerie spéculative qui se structure en Angleterre au début du XVIIIe siècle

## Historique
William Schaw, connu surtout  pour être l'auteur des statuts, était Maître des travaux du roi Jacques VI d'Écosse (Master of Work to the Crown of Scotland). Il succéda en 1583 à sir Robert Drummond en tant que « Surveillant général des maçons d'Écosse », devenant ainsi responsable de la construction, de la réparation et de l'entretien des palais royaux, des châteaux et de toute autre propriété du royaume d'Écosse.
Il y met au point pour toute l'Écosse une réglementation de la profession de maçon « opératif », distincte des guildes de métier et une réglementation fonctionnelle et hiérarchique des loges maçonniques à trois niveaux: apprenti-entré, compagnon et surveillant de la loge (« interit prenteiss, fallow of craft, warden »). Le terme de maître maçon (maister maissoun) y est également employé, mais il désigne alors un état d'artisan et non pas une fonction dans la loge.
Ces deux textes sont rédigés en langue écossaise, le scots, et non pas en vieil anglais. Bien qu'on y retrouve d'assez nombreuses ressemblances, en particulier au niveau de la terminologie, avec les usages des premières loges maçonniques « symboliques », rien dans ces textes ne démontre une filiation directe entre les deux types de structures. Certes, et pour la première fois, l'existence de loges de maçons, distinctes des structures de la corporation, y sont attestées, mais on n'y trouve aucune trace du « mot de maçon » ou des autres pratiques symboliques attestées par les manuscrits maçonniques écossais de la fin du XVIIe siècle.

### Premiers Statuts Schaw de 1598
Ils sont datés du 28e jour de décembre 1598 (jour des Saints Innocents et lendemain de la Saint Jean). Ils s’intitulent exactement « Statuts et Ordonnances que doivent observer tous les Maîtres Maçons de ce royaume », arrêtés par William Schaw, Maître des travaux (Maistir of Wark ) et Surveillant Général (Generall Wardene) dudit Métier. Le registre original, composé de six volumes, est toujours conservé par la loge Mary's Chapel d'Édimbourg à laquelle il appartient. Cette loge maçonnique, indépendante des guildes de métier, était originellement appelée « The Lodge of Edinburgh ». Elle prit son nom actuel et le numéro 1 en 1688, lorsque la Grande Loge d’Écosse confirma sa charte.
Les statuts établissent un système de loges opératives organisées dans une structuration territoriale. Les loges ne sont plus temporaires, contrairement à celle décrite dans les Anciens devoirs, mais permanentes et affectées à une zone géographique précise. Leurs effectifs fluctuent au gré des départs et des entrées de nouveaux ouvriers. Leurs identités sont constantes et elles tiennent des registres. Elles portent parfois un nom comme Mary's Chapel à Édimbourg ou Cannongate Kilwinning. 
On y apprend également que les jeunes hommes devaient poursuivre un apprentissage de sept ans avant d'être reçus dans la loge en tant qu'apprentis-entrés, et que ce n'est qu'au terme de sept années supplémentaires qu'ils pouvaient devenir compagnons, ou « frères dans le métier » (Fellow of craft).

### Seconds Statuts Schaw de 1599
Un an après, le 28 décembre 1599, paraissent les seconds « statuts » qui complètent ceux de 1598 et sont presque entièrement consacrés à la place et au fonctionnement de la loge de Kilwinning.
Ce nouveau texte déclare dans son premier article que la loge de Kilwinning est « la principale et seconde loge d'Écosse » («« the heid and secund ludge of Scotland »»). Cette formulation pour le moins ambiguë confirme l'ancienneté de son conflit de préséance avec la Loge d'Edimbourg n°1 (Mary's Chapel) d'Édimbourg. La première partie de cette phrase (« Heid [...] ludge of Scotland ») est encore utilisée de nos jours par la loge Kilwinning n°0 à l'appui de ses revendications.
Toutefois, ce même texte confirme à plusieurs reprises l'ordre des préséances au profit de la loge d'Édimbourg, comme dans son article III:
« 
Il a été jugé nécessaire, par Monsieur le Surveillant général, qu'Édimbourg soit, pour toujours, comme elle l'était auparavant, la première loge d'Écosse, que Kilwinning soit la seconde, comme elle l'était auparavant, ce qui est absolument clair dans nos anciens écrits, et que Stirling soit la troisième loge, conformément à ses anciens droits. »
Cette dispute se poursuivit jusqu'en 1807, date à laquelle la Grande Loge d'Écosse et la « Grande Loge de Kilwinning » se réunirent à Glasgow. La préséance que réclamait la loge de Kilwinning lui fut alors reconnue par l'attribution du numéro "0" lui permettant d'apparaître en tête des loges de la Grande Loge d'Écosse, devant la Loge d'Edimbourg n°1 (Mary's Chapel). En échange, la loge de Kilwinning accepta de renoncer à son indépendance et de mettre fin à sa séparation d'avec la Grande Loge d'Écosse.